# Première circonscription de Hokkaidō
La première circonscription de Hokkaidō (北海道第1区, Hokkaidō dai-ikku) est l'une des douze circonscriptions législatives que compte la préfecture de Hokkaidō au Japon.

## Description géographique
Entre 1994 et 2017, la première circonscription de Hokkaidō correspondait aux arrondissements de Chūō, Minami et Nishi de la ville de Sapporo.
Depuis 2017, elle comprend les arrondissements de Chūō et Minami et une partie des arrondissements de Nishi et Kita,.

## Députés
| Législature | Début de mandat | Fin de mandat | Député élu                | Parti politique | Parti politique |
| ----------- | --------------- | ------------- | ------------------------- | --------------- | --------------- |
| 41e         | 1996            | 2000          | Takahiro Yokomichi (ja)   |                 | PDJ             |
| 42e         | 2000            | 2003          | Takahiro Yokomichi (ja)   |                 | PDJ             |
| 43e         | 2003            | 2005          | Takahiro Yokomichi (ja)   |                 | PDJ             |
| 44e         | 2005            | 2009          | Takahiro Yokomichi (ja)   |                 | PDJ             |
| 45e         | 2009            | 2012          | Takahiro Yokomichi (ja)   |                 | PDJ             |
| 46e         | 2012            | 2014          | Toshimitsu Funahashi (ja) |                 | PLD             |
| 47e         | 2014            | 2017          | Takahiro Yokomichi        |                 | PDJ             |
| 48e         | 2017            | 2021          | Daiki Michishita (ja)     |                 | PDC             |
| 49e         | 2021            | 2024          | Daiki Michishita (ja)     |                 | PDC             |
| 50e         | 2024            | -             | Daiki Michishita (ja)     |                 | PDC             |

### 2024
| Candidat      | Candidat              | Parti             | Voix    | %     | ±%   |
| ------------- | --------------------- | ----------------- | ------- | ----- | ---- |
|               | Daiki Michishita (ja) | PDC (PSD)         | 108 394 | 43,34 | 1,99 |
|               | Takahiro Katō         | PLD (Kōmeitō NPD) | 80 133  | 32,04 | 8,96 |
|               | Naoko Chiba           | PCJ               | 21 451  | 8,58  | N/A  |
|               | Yoshihito Tanaka      | Sanseitō          | 20 097  | 8,04  | N/A  |
|               | Satoru Kobayashi      | Ishin             | 20 000  | 8,00  | 5,66 |
|               |                       |                   |         |       |      |
| Participation | Participation         | Participation     |         | 56,48 | 2,65 |
|               | PDC conserve le siège |                   |         |       |      |

### 2021
| Candidat      | Candidat              | Parti         | Voix    | %     | ±%   |
| ------------- | --------------------- | ------------- | ------- | ----- | ---- |
|               | Daiki Michishita (ja) | PDC (PSD)     | 118 286 | 45,33 | 8,15 |
|               | Toshimitsu Funahashi  | PLD (Kōmeitō) | 106 985 | 41,00 | 5,52 |
|               | Satoru Kobayashi      | Ishin (NPD)   | 35 652  | 13,66 | N/A  |
|               |                       |               |         |       |      |
| Participation | Participation         | Participation |         | 59,13 | 1,14 |
|               | PDC conserve le siège |               |         |       |      |

### 2017
| Candidat      | Candidat              | Parti             | Voix    | %     | ±%    |
| ------------- | --------------------- | ----------------- | ------- | ----- | ----- |
|               | Daiki Michishita (ja) | PDC               | 139 110 | 53,48 | 10,01 |
|               | Toshimitsu Funahashi  | PLD (Kōmeitō NPD) | 120 987 | 46,52 | 6,97  |
|               |                       |                   |         |       |       |
| Participation | Participation         | Participation     |         | 60,27 | 1,52  |
|               | PDC conserve le siège |                   |         |       |       |

### 2014
| Candidat      | Candidat                  | Parti         | Voix    | %     | ±%    |
| ------------- | ------------------------- | ------------- | ------- | ----- | ----- |
|               | Takahiro Yokomichi (ja)   | PDJ           | 116 398 | 43,47 | 14,58 |
|               | Toshimitsu Funahashi      | PLD (Kōmeitō) | 105 918 | 39,55 | 8,88  |
|               | Hiroyuki Norota           | PCJ           | 32 031  | 11,96 | 4,98  |
|               | Yoshihiro Īda             | Indépendant   | 13 444  | 5,02  | N/A   |
|               |                           |               |         |       |       |
| Participation | Participation             | Participation |         | 56,23 | 2,48  |
|               | PDJ gagne le siège du PLD |               |         |       |       |

### 2012
| Candidat      | Candidat                                           | Parti         | Voix   | %     | ±%    |
| ------------- | -------------------------------------------------- | ------------- | ------ | ----- | ----- |
|               | Toshimitsu Funahashi                               | PLD (Kōmeitō) | 86 034 | 31,07 | 5,78  |
|               | Takahiro Yokomichi (ja) (élu à la proportionnelle) | PDJ (NPP)     | 79 994 | 28,89 | 25,41 |
|               | Tomokazu Ōtake                                     | ARJ (VP)      | 46 681 | 16,86 | N/A   |
|               | Hiroyasu Shimizu                                   | NPD (PFJ)     | 44 845 | 16,20 | N/A   |
|               | Hiroyuki Norota                                    | PCJ           | 19 340 | 6,98  | 0,67  |
|               |                                                    |               |        |       |       |
| Participation | Participation                                      | Participation |        | 58,71 | 13,39 |
|               | PLD gagne le siège du PDJ                          |               |        |       |       |

### 2009
| Candidat      | Candidat                | Parti         | Voix    | %     | ±%   |
| ------------- | ----------------------- | ------------- | ------- | ----- | ---- |
|               | Takahiro Yokomichi (ja) | PDJ (NPP)     | 183 216 | 54,30 | 8,57 |
|               | Gaku Hasegawa           | PLD (Kōmeitō) | 124 343 | 36,85 | 3,98 |
|               | Hideaki Matsui          | PCJ           | 25 803  | 7,65  | 0,47 |
|               | Kazue Takamoto          | Kōfuku        | 4 083   | 1,21  | N/A  |
|               |                         |               |         |       |      |
| Participation | Participation           | Participation | 342 870 | 72,10 | 2,76 |
|               | PDJ conserve le siège   |               |         |       |      |

### 2005
| Candidat      | Candidat                | Parti         | Voix    | %     | ±%    |
| ------------- | ----------------------- | ------------- | ------- | ----- | ----- |
|               | Takahiro Yokomichi (ja) | PDJ           | 143 564 | 45,73 | 9,29  |
|               | Takayuki Mishina        | PLD           | 128 166 | 40,83 | 6,26  |
|               | Hiroko Yokoyama         | PCJ           | 25 481  | 8,12  | 1,89  |
|               | Masahiro Akimoto        | NPD           | 16 698  | 5,32  | N/A   |
|               |                         |               |         |       |       |
| Participation | Participation           | Participation | 319 360 | 69,34 | 10,24 |
|               | PDJ conserve le siège   |               |         |       |       |

### 2003
| Candidat      | Candidat                | Parti         | Voix    | %     | ±%   |
| ------------- | ----------------------- | ------------- | ------- | ----- | ---- |
|               | Takahiro Yokomichi (ja) | PDJ (PSD)     | 143 907 | 55,42 | 4,72 |
|               | Takayuki Mishina        | PLD           | 89 758  | 34,57 | 5,48 |
|               | Hiroko Yokoyama         | PCJ           | 25 995  | 10,01 | 2,33 |
|               |                         |               |         |       |      |
| Participation | Participation           | Participation | 266 485 | 59,10 | 2,75 |
|               | PDJ conserve le siège   |               |         |       |      |

### 2000
| Candidat      | Candidat                | Parti         | Voix    | %     | ±%   |
| ------------- | ----------------------- | ------------- | ------- | ----- | ---- |
|               | Takahiro Yokomichi (ja) | PDJ           | 132 514 | 50,70 | 4,82 |
|               | Yoshitaka Kimoto        | PLD (NPC)     | 76 047  | 29,09 | 3,92 |
|               | Teizō Komura            | PCJ           | 32 267  | 12,34 | 2,29 |
|               | Nobuyuki Hatta          | PL            | 20 554  | 7,86  | N/A  |
|               |                         |               |         |       |      |
| Participation | Participation           | Participation | 261 382 | 61,85 | 5,15 |
|               | PDJ conserve le siège   |               |         |       |      |

### 1996
| Candidat      | Candidat                | Parti         | Voix    | %     |
| ------------- | ----------------------- | ------------- | ------- | ----- |
|               | Takahiro Yokomichi (ja) | PDJ           | 102 577 | 45,88 |
|               | Eiichi Masugi           | PLD           | 56 265  | 25,17 |
|               | Teizō Komura            | PCJ           | 32 703  | 14,63 |
|               | Gaku Hasegawa           | Indépendant   | 32 019  | 14,32 |
|               |                         |               |         |       |
| Participation | Participation           | Participation | 233 995 | 56,7  |
|               | PDJ gagne le siège      |               |         |       |